# Plumis
Plumis es una empresa británica que ha desarrollado un sistema patentado de extinción de incendios controlado electrónicamente. El producto utiliza un sensor de infrarrojos que escanea la habitación para dirigir la niebla de alta presión hacia las llamas.
Entre los inversores de la empresa se encuentran Cambridge Angels y Martlet Capital, el brazo inversor del grupo Marshall of Cambridge.

## Historia
Plumis fue fundada por Yusuf Muhammad, graduado del Royal College of Art, y William Makant, graduado del Imperial College London, en 2008, tras ganar dos concursos universitarios. Se creó para diseñar, fabricar y distribuir Automist, un aspersor contra incendios de agua nebulizada que ganó el premio James Dyson en 2009.